# Carrizalillo (Guerrero)
Carrizalillo es una localidad del estado mexicano de Guerrero. Es parte del municipio de Eduardo Neri.

## Demografía
| Gráfica de evolución demográfica |
|                                  |

| Censo | Población |
| ----- | --------- |
| 1930  | 134       |
| 1940  | 252       |
| 1950  | 356       |
| 1960  | 412       |
| 1970  | 926       |
| 1980  | 541       |
| 1990  | 622       |
| 2000  | 803       |
| 2010  | 1 200     |
| 2020  | 1 533     |